# Rivière des Aulnaies (Rivière Saguenay)
Der Rivière des Aulnaies ist ein 36 km langer linker Nebenfluss des Rivière Saguenay in der kanadischen Provinz Québec. Einschließlich des Quellflusses Rivière des Habitants beträgt die Gesamtlänge 63 km.

## Flusslauf
Der Rivière des Aulnaies entsteht am Zusammenfluss von Décharge du Lac Chabot (rechts; der etwa einen Kilometer lange Abfluss des Sees Lac Chabot) und Rivière des Habitants (links; 27 km lang mit Ursprung im Lac des Habitants) etwa 36 km nordwestlich der Stadt Saguenay sowie knapp 30 km östlich des Lac Saint-Jean. Der Rivière des Aulnaies fließt in überwiegend südsüdöstlicher Richtung. Auf seinem oberen Flussabschnitt durchquert er mit zahlreichen Flussschlingen ein sumpfiges Areal. Bei Flusskilometer 17 kreuzt die Route 172 den Flusslauf. Bei Flusskilometer 11 passiert der Rivière des Aulnaies die am linken Flussufer gelegene Gemeinde Saint-Ambroise. Der Rivière des Aulnaies mündet schließlich oberhalb des Staudamms Barrage de Chute-à-Caron in das Nordufer des Rivière Saguenay. Unmittelbar oberhalb der Mündung befindet sich die Stromschnelle Chute Thomas-Gonie (⊙). Der Rivière des Aulnaies entwässert ein Areal von 399 km².
Oberhalb der Einmündung des Rivière Labonte bei Flusskilometer 20,5 befindet sich die Stelle des Pegels 02RH059 (⊙), an welcher in den Jahren 1978 und 1979 der Abfluss gemessen wurde. Der gemessene mittlere Abfluss (MQ) an dieser Stelle lag bei 4,08 m³/s, bei einem Einzugsgebiet von 219 km².

## Namensgebung
Der Flussname tauchte im 19. Jahrhundert auf mehreren Landkarten auf und wurde 1968 von der staatlichen Ortsnamenskommission übernommen.
Das Wort aulnaie kommt aus dem Französischen und bezeichnet einen mit Erlen bepflanzten Ort.